# Kastélyosdombó
Kastélyosdombó község Somogy vármegyében, a Barcsi járásban.

## Fekvése
A Dráva völgyében, Barcstól keletre, Darány és Potony közt fekvő település.

### Megközelítése
Legfontosabb közúti megközelítési útvonala a Harkány–Sellye–Darány közt húzódó 5804-es út, ezen érhető el mindhárom említett település, illetve Barcs felől is. Kétújfaluval az 5809-es út, déli szomszédai közül Drávagárdonnyal az 58 162-es, Drávatamásival pedig az 58 161-es számú mellékút köti össze.
A térség legnagyobb városa, Pécs felől Szigetváron és Darányon át közelíthető meg a legegyszerűbben; a somogyi megyeszékhely, Kaposvár felől pedig ugyancsak Szigetvár érintésével.
Keresztülszeli a települést az EuroVelo nemzetközi kerékpárút-hálózat 13. számú, „Vasfüggöny” útvonalának horvát–magyar határ menti szakasza, amelynek a Drávatamási és Drávasztára közti 3. számú etapja érinti a falut. Érdekesség, hogy a térségben amúgy jobbára a Dráva töltésén vezető útvonal itt több kilométeren keresztül eltávolodik a folyótól, északi irányba.

## Története

### Birtokosai
Kastélyosdombó egykor királynéi birtok volt, melyet még 1323-ban Károly Róbert király adományozott Zákány comesnek, valamint fiainak, Conrádnak és Noénak, mely adománylevelet 1412-ben Zsigmond király Dombai Péter fia György és Dombai Konrád fia István kérelmére átírt és megerősített. 1493-ban Kornis Mihálynéé volt, aki Dombai leány volt, és aki itteni birtokrészeit az Enyingi Török családnak adta el. 1506-ban II. Ulászló király eladományozta néhai Dombai Dávid itteni birtokait. A 16. század elején Dombón erődítmény is volt, melyet 1541-ben Török Bálint ostrom alá is vett.
1553-ban I. Ferdinánd Dombai Ferenc János nevű fiának, az alsólendvai Bánffy családból való Bánffy István várnagyának, Dombó, Zádor, Tóti, Homok, Fok, Adórján, Apáti, Diós, Kisfalud és Viszló helységekben levő birtokaira új adománylevelet állított ki. Ez a Dombai János volt Verőce kapitánya, aki – mivel Verőce várát a töröknek gyáván feladta – elveszítette itteni birtokait, amelyeket I. Ferdinánd király Nádasdy Tamásnak adományozott. Ennek ellenére 1583-ban mégis a Dombai család volt a helység földesura. 1554-ben Dombó már a törökök által megszállt területek közé tartozott. Az 1565-1566 évekből fennmaradt adólajstrom szerint 15, az 1571-ben pedig 33 házból állott.
1600-ban Haraszti Deseő Benedek volt Dombó birtokosa. A 17. század első felében kihalt a Dombai család, utolsó sarja, Dombai Ilona, Koppányi Péter neje lett. Leánya, Anna, pedig Pottyondy Istvánhoz ment nőül, miután a Dombaiak itteni birtokai a Pottyondyakra szálltak. Pottyondy István a Dombaiaktól öröklött javakat 200 aranyért Borbély Györgynek zálogosította el, aki aztán a birtokot 1682-ben Zajgár Györgynek bocsátotta át. 1700-1702 körül a Zajgár (Szaigar) és a Mustos családok voltak a Dombó birtokosai, 1726-ban azonban az egész helység Zajgar Györgyé lett, aki a zálogjogot magához váltotta, majd 1730-ban Dombóra királyi adományt nyert. Zajgár György örökösök nélküli halála után Dombó a királyi kincstáré lett, a kincstártól 1767-ben Nedeczky Károly és Tamás vásárolták meg. 1854 után a Nedeczkyektől Kund Vince és Krammer Ferenc vették meg, majd Kund birtokai vétel útján Hegyesy Kálmán, később Ivankovics István, utána pedig gróf Erdődy Rezső kezére kerültek.

### A falu fejlődése
A 19. század végén a falu határában levő Temető dűlőben őskori telep nyomaira bukkantak. Az újkori település már több száz éve létezett, amikor 1788-ban megjelent első pecsétje. Iskolát 1720-ban nyitottak itt, az oktatás egészen 1950-ig tartott a településen. Az Erdődy grófok az ország egyik leghíresebb lótenyészetét hozták létre a községben. 1897-ben megalakult a dombói hitelszövetkezet, a 20. század elején leventeegyesület és polgári lövészegyesület is működött itt, 1921 és 1928 között Hangya Szövetkezet is volt, és nevezetesek voltak a szüreti bálok is, ezek azonban a század közepétől megritkultak. Mind az első, mind a második világháborúnak 13–13 hősi halottja volt, utóbbi alkalommal ezen kívül még nyolc embernek nyoma is veszett.
1910-ben 601 lakosából 599 magyar, 2 német volt. Ebből 183 római katolikus, 406 református, 10 izraelita volt. A 20. század elején Somogy vármegye Barcsi járásához tartozott.
1938-tól 1947-ig itt volt a központja egy tejszövetkezetnek. 1950-ben megalakult a Rákosi termelőszövetkezet, 1951-től a Búzakalász és a Felszabadulás nevű téesz működött a településen, 1957 és 1959 között pedig a Népakarat nevű. Az állattartás mindig is fontos szerepet játszott a falu életében, az 1960-as években például a Barcsi járás átlagát mintegy harmadával haladta meg a helyi szarvasmarha-állomány.

## Közélete

### Polgármesterei
- 1990–1994: Bodnár József (független)[5]
- 1994–1997: Nagy M. László (független)[6]
- 1998–1998:
- 1998–2002: Kirizs Zsolt (független)[7]
- 2002–2006: Kirizs Zsolt (független)[8]
- 2006–2010: Kirizs Zsolt (független)[9]
- 2010–2014: Kirizs Zsolt (független)[10]
- 2014–2019: Kirizs Zsolt (független)[11]
- 2019–2024: Kirizs Zsolt (független)[12]
- 2024– : Kirizs Zsolt (független)[1]

A településen 1998. január 25-én időközi polgármester-választás zajlott.

## Népesség
Az 1910-ben Somogy vármegye Barcsi járásához tartozó 601 lakosú településnek 599 magyar, 2 német lakója volt.
A település népességének változása:
| Lakosok száma | 221  | 253  | 268  | 248  | 214  | 230  | 240  |
|               | 2013 | 2014 | 2015 | 2021 | 2022 | 2023 | 2024 |

A 2011-es népszámlálás során a lakosok 100%-a magyarnak, 11,5% cigánynak, 19,7% horvátnak mondta magát (a kettős identitások miatt a végösszeg nagyobb lehet 100%-nál). A vallási megoszlás a következő volt: római katolikus 64,4%, református 23,1%, evangélikus 0,5%, felekezet nélküli 7,7% (3,4% nem nyilatkozott).
2022-ben a lakosság 86,4%-a vallotta magát magyarnak, 14,5% horvátnak, 7,9% cigánynak, 0,5% románnak, 0,5% szerbnek, 2,3% egyéb, nem hazai nemzetiségűnek (13,6% nem nyilatkozott; a kettős identitások miatt a végösszeg nagyobb lehet 100%-nál). Vallásuk szerint 33,6% volt római katolikus, 11,7% református, 0,9% egyéb katolikus, 27,1% felekezeten kívüli (26,6% nem válaszolt).

## Nevezetességei
- Református temploma 1828-1834 között épült.
- Dráva-kastély – A kastélyt még az Ivankovics család építtette, később gróf Erdődy Rudolf kibővíttette. 2010-ig szociális otthonként működött, később a Magyar Ökumenikus Segélyszervezet lát el benne rászorulókat.[16]
- A Zádori utca közelében találhatók a 20. század eleje táján a hét vezér emlékére ültetett tölgyfák, bár villámcsapások miatt több közülük tönkrement.[16]